# Адзуманга
Azumanga Daioh (яп. あずまんが大王 Адзуманга Дайо:) — японская комедийная манга Киёхико Адзумы, публиковавшаяся в Японии в 1999—2002 годах издательством MediaWorks в журнале сёнэн-манги Dengeki Daioh. Всего было выпущено 4 танкобона. В мае 2009 года в связи с 10-летним юбилеем манги издательство Shogakukan опубликовало три дополнительные главы под заглавием Azumanga Daioh: Supplementary Lessons в журнале Monthly Shōnen Sunday.
Манга нарисована в формате ёнкомы. Сюжет рассказывает о жизни группы подруг-старшеклассниц в течение трёх лет, которые они провели в школе. Серия была положительно встречена критиками за юмор, подпитываемый эксцентричными персонажами, а автор Киёхико Адзума был признан «мастером четырёхпанельной манги» за сочетание в произведении стиля рисунка и комичности.
Под названием «Адзуманга» оригинальное произведение лицензировано в России издательством «Палма Пресс», 27 октября 2010 года было объявлено о выходе из печати первого тома.
В 2002 году по манге студией J.C.Staff был создан одноимённый аниме-телесериал, показ которого прошёл в период с 8 апреля по 30 сентября 2002 года. Вещание проходило по телеканалу TV Tokyo и AT-X; каждый будний день демонстрировался 5-минутный отрывок, а в выходные выходила 25-минутная компиляция — всего было показано 130 5-минутных частей, объединённых в 26 серий. Серии были выпущены в форматах DVD и Universal Media Disc компанией Starchild Records. Также по оригинальной манге было создано несколько музыкальных альбомов и три видеоигры.
Название составлено из части имени автора манги («Адзу-»), слова «манга» и слова «Daioh» из названия журнала, то есть буквально может переводиться как «Манга за авторством Адзумы для журнала Daioh».

## Название
Название произведения не имеет особого отношения к сюжету. Слово «Адзуманга» составлено из части имени автора, слова «манга» и названия журнала, в котором манга изначально публиковалась — Dengeki Daioh. В аниме слово daioh использовано в значении «великий король».
Термин «Адзуманга» также часто встречается в других работах Киёхико Адзумы. Два предыдущих сборника работ Адзумы, включающих в себя официальные комиксы, созданные на основе анимационных фильмов Pioneer, были опубликованы под названиями Azumanga и Azumanga 2 в 1998 и 2001 годах соответственно. Azumanga позднее была переиздана в уменьшенном издании под названием Azumanga Recycle.

## Сюжет
События Azumanga Daioh вымышлены, хотя сюжет разворачивается в Японии, приближённой к современной (времени первых публикаций манги). Главные героини: шесть школьниц (сначала пять, а затем все шесть оказываются одноклассницами) и две учительницы, которые знакомятся между собой и быстро становятся друзьями. Каждая имеет свой подход к жизни. Они живут обычной личной и школьной жизнью и часто попадают в казусные ситуации. Различные забавные моменты и составляют сюжет Azumanga Daioh. Действие разворачивается в различных местах: в школе, на фестивалях, спортивных мероприятиях, в доме Тиё, в парке развлечений.
Логически законченные истории в аниме не всегда ограничиваются отдельными пятиминутками, а могут перетекать из одной в другую.
В короткометражной ONA разворачивается отдельная история о том, во что выливается попытка главных героинь записать видеокассету с посланием в будущее.

## Персонажи
Тиё Михама (яп. 美浜 ちよ Михама Тиё) — девочка-вундеркинд. Начало Azumanga Daioh совпадает с началом первого года старшей школы для десятилетней Тиё-тян. Тиё «перескочила» через пять классов — из начальной школы в старшую. Тиё демонстрирует порой обескураживающие окружающих ум и ответственность, становится всеобщей любимицей. Из всех предметов в школе некоторые проблемы у Тиё возникают лишь с физкультурой. Юный возраст и пропуск средней школы обуславливают нехватку опыта и наличие некоторых комплексов. Семья Тиё, как выясняется по ходу истории, богата. Её родители ни разу не показываются (в фантазиях Сакаки отцом Тиё-тян является огромный оранжевый плюшевый кот-игрушка, которого Осака дарит Тиё-тян на одиннадцатилетие). Помимо большого дома, в который подруги приходят в гости, у семьи Михама есть летний домик у моря, посещаемый главными героинями вместе каждый год старшей школы. В одиннадцатом классе (во 2-м классе старшей школы) классная руководительница Юкари назначает Тиё старостой класса. У Тиё есть большая белая собака Тадакити-сан. К концу истории Тиё получает на выпускной церемонии награду за лучшую в школе успеваемость. После выпуска ей предстоит отправиться в Америку, сдавать вступительные экзамены нужно только подругам, и Тиё всеми силами старается помогать. Возникшее было у Тиё расстройство от ожидаемого расставания сменяется пониманием, что и после школы главные героини будут поддерживать отношения. Тиё подружилась с Кохиной Ичимацу и её старшим братом Бенджамином.
Сэйю: Томоко Канэда, Аяка Сайто
Томо Такино (яп. 滝野 智 Такино Томо) — импульсивная и энергичная девушка. Очень не любит упускать случаи поразвлечься. Любит подначивать и приставать к своей лучшей подруге, Ёми.
Иногда совершает просто странные действия: например, в одной из серий аниме носится по школе в костюме кошки. Единственная из всей компании приходит в восторг от манеры вождения Юкари. В ходе истории становится лидером кружка учениц, состоящего из Томо, Осаки и Кагуры. Отвратительно учащаяся Томо иногда может собраться и показать чудеса успеваемости. Ближе к концу аниме-телесериала она поступает в университет даже быстрее Ёми. Собственно попаданием в одну школу со своей подругой она также обязана подобному чуду собранности.
Сэйю: Тиэко Хигути
Коёми Мидзухара (яп. 水原 暦 Мидзухара Коёми) — компетентная и в спорте, и в школьных предметах ученица. Носит очки. Старается держать себя в руках, быть серьёзной и вести себя по-взрослому. В связи с такой манерой поведения Ёми регулярно оказывается мишенью для испытывающей её терпение Томо, а также невольно попадает в комические ситуации, сталкиваясь с внезапными выходками со стороны подруг. Впрочем, Ёми и сама не лишена чувства юмора. Ключевая проблема на данном этапе жизни — повышенная склонность к полноте. Удручающие последствия расслабления в праздники и переменно успешные разносортные диеты для Ёми часто венчаются плачевными результатами взвешивания на очередном школьном медосмотре. Несмотря на то, что дело не доходит до очевидных проблем для внешности, тема является крайне болезненной для девушки, и неловкое слово на этот счёт может привести её в неподдельную ярость.
Сэйю: Риэ Танака
Сакаки (яп. 榊) — сдержанная, стеснительная, немногословная девушка с мягким характером. Сакаки очень хорошо бегает (особенно на короткие дистанции). Она отличается большим ростом: в одной из историй остальные герои решают, что если кто-то из них потеряется (действие происходит в месте скопления людей), местом встречи будет как раз Сакаки. Также, на протяжении Azumanga Daioh неоднократно развивается идея завидно развитой груди Сакаки по сравнению с подругами, что служит дополнительным конфузом для неё. Отдельно, красной нитью через всю историю Azumanga Daioh, следует тема Сакаки и домашних животных. Собственного котёнка завести в начале истории мешает аллергия матери (сама семья не показывается), а попытки «утешаться» лаской встречающихся на улице кошек приводят к бегству или к агрессии последних. В поездку с классом на экскурсию, Сакаки встречает второе животное, которое реагирует на неё благосклонно — дикого ириомотейского горного котёнка (первое — собака Тиё-тян). Вынужденно оставленный, этот котёнок позже добирается до Сакаки, преодолевая большое расстояние, после чего остаётся с ней, найдя приют на некоторое оставшееся до окончания школы время в доме Тиё-тян (во время учёбы в ВУЗе его хозяйка планирует жить отдельно от семьи).
Сэйю: Ю Асакава
Аюму Касуга (яп. 春日 歩 Касуга Аюму, Осака (яп. 大阪 О:сака)) — школьница, которая в начале истории переводится в класс Юкари. Предыдущее место жительства Аюму — Осака. Не отвечает признакам стереотипного жителя Осаки (который должен быть очень шумным, беспокойным, говорящим на аляповатом диалекте японского, питающимся пирожками с осьминогами и перебегающим улицу без оглядки на светофоры), но Томо и Юкари поначалу обращаются с ней, как с таковым.
Аюму, напротив, нетороплива в своих мыслях и действиях, а первым ярким впечатлением, которое она производит на остальных героинь, оказывается даже худший результат в беге, чем у Тиё-тян.
Прозвище «Осака» даёт Томо, причём после этого почти никто не называет Осаку как-либо иначе, а в очередной год обучения Аюму даже в списке класса оказывается обозначенной как Осака.
Всю историю Осака служит источником до смешного абсурдных логических рассуждений и причудливого юмора, демонстрирующих не слишком тривиальный образ мысли. Этот образ мысли, впрочем, плохо способствует успеваемости и затрудняет поиск общего языка с другими. Запомнить и выговорить название породы котёнка Сакаки оказывается непосильной задачей. Однако эта же нестандартность мышления позволяет ей моментально и не задумываясь разгадывать довольно сложные «загадки с подвохом», что поразило даже Тиё-тян. Другая иллюстрация: в одном из снов Аюму вычисляет, что косички Тиё-тян на самом деле являются подчинившими себе Тиё-тян разумными созданиями, в другом — отстёгивающимися средствами для полёта.
Когда ближе к концу истории в ответ на просьбу совета Тиё-тян предложила Осаке стать учительницей, Юкари восприняла это как серьёзное оскорбление.
Сэйю: Юки Мацуока
Кагура (яп. 神楽) — первый класс старшей школы Кагура учится в классе Куросавы-сэнсэй (то есть в параллельном классе). Юкари перетаскивает её к себе, чтобы усилить спортивную мощь своего класса перед очередными школьными состязаниями. До этого Кагура появляется в истории, но близкой знакомой для остальных героинь не становится.
Кагура — отличная спортсменка, входит в школьную команду по плаванию, сильна и в других видах спорта, прилежно тренируется и участвует в сборах. Несмотря на великолепные спортивные показатели, в остальной части учится довольно плохо. Похожа на Томо в своём отношении к учёбе, но более чувствительна и ответственнее относится к окружающим её людям.
В начале истории безответно считает Сакаки своей достойной соперницей в спорте, предвкушая очередную возможность померяться силами. Уже впоследствии Кагура с удивлением узнаёт, что для той спортивные успехи даются легко и вопрос состязания с другими стоит совсем под другим углом. Другими словами, узнаёт, что характеры девушек сильно различаются.
Сэйю: Хоко Кувасима
Юкари Танидзаки (яп. 谷崎 ゆかり Танидзаки Юкари) — учительница английского, классный руководитель главных героев. Юкари обладает вздорным характером и не любит оставаться в стороне от чего-нибудь, по её мнению, хорошего. Плохо переносит неудачи, но не упускает случая позлорадствовать в честь побед.

Юкари

Юкари также довольно мнительна и регулярно не сдерживается, давая отпор кажущимся ей оскорбительными выходкам окружающих. Юкари склонна идти на поводу своих желаний, не затрудняя себя просчётом возможных «имиджевых» потерь, то есть мнения окружающих относительно её поступков.
В ходе истории выясняется, что у Юкари есть права, но её стиль вождения машины оставляет желать лучшего. Так, например, в первую летнюю поездку героев Azumanga Daioh к морю хрупкая Тиё-тян получает травмирующий набор впечатлений, который не раз обыгрывается в дальнейшем повествовании. В своём рейтинге «семи аниме-водителей, которые могли бы вас убить» обозреватель сайта Anime News Network Джиа Менри поместила Танидзаки на первое место: по словам Менри данная героиня «ездит как маньяк».
Юкари и Минамо (для Юкари просто Нямо из-за прозвища со школьных времён) — подруги, бывшие одноклассницы, обе одинокие в личном плане. Со стороны Юкари дружба регулярно означает проявления фамильярности, шантаж, поддёвки, одалживание денег и попытки втянуть в проигрышные пари (тоже на деньги). Ради последнего, а именно рассчитывая на лёгкую победу в школьном спортивном фестивале и соответствующем пари, Юкари, к примеру, перетащила в очередной год учёбы в свой класс Кагуру.
Несмотря на все неприятные черты и шокирующие действия, остальные герои относятся к Юкари с добродушием.
Сэйю: Акико Хирамацу
Минамо Куросава (яп. 黒沢 みなも Куросава Минамо, Нямо (яп. にゃも)) — учитель физкультуры, тренер школьной женской команды по плаванию. Спокойная, уравновешенная, рассудительная и доброжелательная девушка.

Минамо

Минамо всерьёз увлечена своей работой и по ходу истории отказывается от более выгодного предложения в смежной области. Ученики отвечают на её доброту взаимностью, и лёгкость, с которой возникают естественная непосредственность и доверительная атмосфера в общении, оказывается очевидной даже для Юкари, по-чёрному завидующей в связи с этим.
Школьные годы, проведённые вместе с Юкари, — помимо используемого лишь узким кругом героев прозвища «Нямо», обеспечили Юкари неким загадочным массивом компромата, к которому в затруднительных ситуациях та пытается прибегать.
В целом, нападки Юкари обычно оказываются частыми и не слишком эффективными, в то время как ответные выпады Нямо могут быть очень болезненными.
Сэйю: Ая Хисакава
Кимура (яп. 木村) — учитель классического японского. Носит очки. Среди черт образа — разинутый без очевидной необходимости рот. Передаёт страсть своих заявлений, повышая голос.

Кимура-сэнсэй

В истории «Адзуманги» Кимура показывается как человек, докучающий ученицам и учительницам своей навязчивостью. Он прерывает уроки, чтобы рассказывать, как «правильно» девушкам следует заправлять футболки спортивной формы. Признаётся, что пошёл в учителя из-за обожания школьниц. Пытается влезать на школьные медосмотры и занятия в бассейне. Особенно выделяет Каори, что для той является трагедией. Для главных героинь оказывается неожиданным, то, что у Кимуры есть нормальная семья, а также такие его поступки, как собирание мусора и щедрое пожертвование местному храму.
Сэйю: Кодзи Исий
Каори (яп. かおり), прозвище Каорин (яп. かおりん) — внешне непримечательная девочка, которая в начале истории учится в одном классе с большей частью остальных героинь. Сравнительно редко появляется на первых планах.
Каори испытывает к Сакаки безответные и либо тайные, либо не понятные последней романтические чувства. То и дело восторженно следит за Сакаки в школе, болеет за неё в состязаниях. В ряде случаев демонстрирует необычную для неё храбрость, если не наглость, в приступах ревности «своей» Сакаки к другим героиням.
В части истории, соответствующей выпускному году главных героинь-школьниц, Каори выпадает переживание кошмара в виде перевода в класс Кимуры и радость в виде возможности поехать с остальными героинями в домик семьи Тиё-тян к морю.
Сэйю: Сакура Ногава

## Издания

### Манга
Azumanga Daioh была написана и проиллюстрирована Киёхико Адзумой и первоначально издавалась в формате ёнкома (четырёхкадровая манга). Непронумерованные главы публиковались в журнале Dengeki Daioh издательства MediaWorks с февраля 1999 года по май 2002 года. После этого манга была выпущена в 4 томах. Сюжет каждого тома покрывает один год из жизни персонажей.
В 2009 году появилась переработанная версия Azumanga Daioh в трёх томах, приуроченная к 10-летию манги. Первый том данной манги вышел в публикацию 11 июня 2009 года. Автор внёс изменения в стиль, а также дополнил новую «Адзумангу» тремя 16-страничными главами; манга под заглавием Azumanga Daioh: Supplementary Lessons (яп. あずまんが大王•補習編 Адзуманга Даио Хосюхэн) выходила в журнале Monthly Shōnen Sunday начиная с мая 2009 года.
Манга была лицензирована компанией ADV Manga для публикации в США; все 4 тома были опубликованы в период между 2003 и 2004 годами. ADV впоследствии переиздала серию в однотомнике, который был опубликован 7 ноября 2007 года. В 2009 году компания Yen Press приобрела лицензию на право распространения манги Azumanga Daioh на территории США и Великобритании и в декабре 2009 выпустила серию в новом переводе в однотомном издании. На территории Европы Azumanga Daioh была лицензирована для публикации в нескольких странах: во Франции (Kurokawa), в Германии (Tokyopop), в Испании (Norma Editorial) и в Финляндии (Punainen jättiläinen). В Азии манга была переведена на корейский (Daiwon C.I.), тайский (Negibose Comics), вьетнамский (TVM Comics) и китайский языки (Tong Li Publishing). Azumanga Daioh стала первой ёнкомой, выпущенной на территории Франции. В России оригинальное произведение лицензировано издательством «Палма Пресс» под названием «Адзуманга».

### Аниме
Аниме-адаптация, произведённая студией J.C.Staff в сотрудничестве с GENCO, впервые транслировалась пятиминутными сериями по будним дням и в виде 25-минутных компиляций в конце недели, с 8 апреля по 30 сентября 2002 года на телеканалах TV Tokyo, Aichi Television Broadcasting, Television Osaka и AT-X; всего сериал насчитывал 130 сегментов, объединённых в 26 серий. После завершения трансляции аниме появились слухи о предстоящем выходе шоу с живыми актёрами под названием Azudorama Da Yo!, однако они не подтвердились. 26 серий были выпущены на 6 DVD-дисках в 2003 году и на 9 UMD-носителях в 2005—2006 годах; выпуск осуществляла компания Starchild Records. 24 июня 2009 года вышел бокс-сет со всеми сериями аниме.
Помимо основного аниме-сериала существует две коротких адаптации: 6-минутный трейлер The Very Short Azumanga Daioh Movie, который демонстрировался в кинотеатрах до премьеры основного сериала, и небольшой ONA-ролик Azumanga Web Daioh, в котором главные героини снимаются на память с помощью видеокамеры. Данный ролик был доступен для платного скачивания на сервисе chara-ani.com начиная с 28 декабря 2000. Персонажи Azumanga Web Daioh озвучены другими актёрами.
В Соединённых Штатах Америки аниме-сериал выпускался компанией ADV Films — начиная с 9 сентября 2005 года он выпускался на 6 DVD-дисках, а позднее в 5 наборах Thinpak. В состав шестого диска вошла серия The Very Short Azumanga Daioh Movie. В 2009 году компания Nokia предложила первые пять серий Azumanga Daioh для доступа на телефонном сервисе Ovi. Сериал был также лицензирован компанией Madman Entertainment для дистрибуции в Австралии и Новой Зеландии. С 1 сентября 2009 года вся продукция из каталога ADV перешла в распоряжение компании AEsir Holdings, а дистрибуцией аниме занялось подразделение Section23 Films.

### Музыка
Компанией Lantis было выпущено несколько музыкальных альбомов к Azumanga Daioh, включая 2-дисковый саундтрек Azumanga Daioh Original Soundtrack, содержащий в себе музыку из аниме, и сборник песен персонажей Vocal Collection. Один сингл включал в себя открывающую и закрывающую композиции, и восемь — песни основных персонажей.
Открывающая и закрывающая темы Soramimi no Cake/Raspberry Heaven были выпущены 22 апреля 2002 года в виде одного сингла. Первый диск с оригинальным саундтреком вышел 26 июня 2006 года, второй — 23 октября 2002 года. В честь 10-летия серии 24 июня 2009 года саундтреки были переизданы в формате DVD. На территории США первый диск саундтрека Azumanga Daioh Original Soundtrack был издан компанией Geneon.
Сборник Azumanga Daioh: Vocal Collection включает в себя песни персонажей в исполнении озвучивших их сэйю, а также открывающую и закрывающую заставки. В Японии данный альбом вышел в свет 25 декабря 2002 года. Также были выпущены восемь синглов Azumanga Daioh Characters Songs, куда вошли песни персонажей: Тиё, Сасаки, Осаки, Томо, Кагуры, Ёми, сэнсэя и Каорин. Первые два сингла вышли 22 мая 2002 года, третий сингл вышел 26 июня 2002 года, четвёртый и пятый — 27 июля 2002 года, шестой и седьмой — 4 сентября 2002 года, и восьмой — 25 сентября 2002 года.
2 октября 2002 года и 10 декабря 2003 года были выпущены два трибьют-альбома: Tribute to Azumanga Daioh и Tribute to Live Azumanga Daioh. В Tribute to Live Azumanga Daioh вошли записи концерта, состоявшегося 4 октября 2003 года в публичном зале в районе Тосима.

### Другие издания
Два арт-бука, созданные на основе аниме, были опубликованы издательством MediaWorks под названиями Azumanga Daioh the Animation Visual Book 1 (яп. あずまんが大王 THE ANIMATION ビジュアルブック(1)) (ISBN 4-8402-2203-7) and Azumanga Daioh the Animation Visual Book 2 (яп. あずまんが大王 THE ANIMATION ビジュアルブック(2)) 26 августа 2002 года и 10 декабря 2002 года соответственно.
На основе Azumanga Daioh были созданы три видеоигры. Игра-головоломка Azumanga Donjyara Daioh в стиле маджонга была выпущена компанией Bandai для консоли PlayStation 18 апреля 2002 года. Azumanga Daioh Puzzle Bobble была выпущена Taito Corporation 1 июня 2002 года в качестве спин-оффа аркадной игры Puzzle Bobble. Карточная игра Azumanga Daioh Advance была выпущена King Records для приставки Game Boy Advance 25 апреля 2003 года.

## Восприятие критикой
В Японии во время проведения шестого фестиваля Japan Media Arts Festival в 2002 году жюри порекомендовало мангу Azumanga Daioh читателям. В 2006 году на данном фестивале Azumanga Daioh попала в список 25 лучших манг. Согласно опросу, проведенному в 2007 году министерством культуры Японии, занимает 16-е место среди лучшей манги всех времен. Переведённая на английский язык манга также занимала места в списках бестселлеров.
В мае 2002 года аниме Azumanga Daioh заняло первую строчку рейтинга популярности телевизионного аниме в Японии по версии сайта Anihabara!. В публичном онлайн-голосовании за излюбленные анимационные телесериалы на сайте канала TV Asahi осенью 2006 года аниме заняло 76-е место. По параллельному опросу знаменитостей Японии — не попало в топ-100. Четверо персонажей попали в список ста лучших героинь аниме 2002 года по версии журнала Newtype:
Осака заняла седьмое место, Тиё-тян — одиннадцатое, Сакаки — 21-е и Ёми — 78-е, что в целом вывело Azumanga Daioh на второе место среди сериалов по популярности женских персонажей.
Английские обозреватели позитивно высказывались о произведении. В книге Manga: The Complete Guide Джейсон Томпсон положительно отозвался о комедийной составляющей и назвал мангу «очаровательной комедией» и «шедевром среди четырёхпанельной манги». Среди лучших черт произведения он обозначил «сюжет, движимый собственными персонажами», но выразил опасение тем, что насыщенность фетишами и шутки, вращающиеся вокруг «учителя-педофила», могут отпугнуть некоторых новоиспечённых читателей. Позднее он сказал, что Azumanga Daioh была «почти абсолютно безобидным видом моэ», сфокусированном на «подглядывании за целомудренным женским миром», где «прелестные девушки занимаются прелестными вещами». В рецензии Anime Academy говорилось о том, что характеры персонажей сериала прекрасно дополняют друг друга, хотя развитию героев уделено мало внимания. Во французском словаре манги Dicomanga подчёркивалось, что хотя данный моэ-сериал нацелен на отаку, он также привлекателен для женской читательской аудитории благодаря изображению «женской дружбы и наличию забавных событий». Марк Хейрстон назвал юмор манги «слегка бессвязным, часто непрямым и культурно предвзятым» и отметил, что он «более лёгкий и кривой», чем его аналог в Maria-sama ga Miteru. Персонажей оригинального произведения обозреватель описал как «индивидуальных и практически неординарных личностей». Марк Томас в обзоре Mania.com говорил, что каждый персонаж «имеет чётко выраженные личностные черты, которые повышены до огромных величин», и контраст в лице другого персонажа. Томас считал, что формат ёнкомы не подходит для подачи «сложных сюжетных перипетий», а история представлена как «быстрые снимки различных моментов из повседневной жизни»; рецензент подчёркивал, что именно персонажи развивают сюжет. Патрик Кинг в обзоре Anime Fringe посчитал мангу «одной из самых смешных и очаровательных» среди всех, которые он читал. IGN отмечал недостаточность прорисовки задних планов, но также и то, что экспрессивные лица персонажей восполняют данный недостаток.
Фред Паттон из Animation World Magazine описал аниме как «восхитительно остроумное и отражающее то, что в действительности происходит в японской школе». Крис Беверидж в обзоре от Anime on DVD подчеркнул:
Здесь есть над чем посмеяться. Персонажи настолько быстро развиваются, что вы даже не успеваете определиться, кто из них вам нравится, а кто нет.
Эндрю Шелтон из Anime Meta поясняет, что «женские персонажи довольно хорошо проработаны. Великолепная прорисовка и передача выражений лиц, а также сюжетная линия делают аниме невероятно забавным. Действие и насыщенная комедия также прекрасно поданы. В произведении очень много смысла и очарования, и всё это проявляется даже в самые незначительные моменты». Обозреватели THEM Anime и Anime News Network посчитали, что те, кто уже окончил школу, испытают чувство ностальгии во время просмотра Azumanga Daioh.